# Santop
Santop – najwyższa góra Erromango – wyspy leżącej w prowincji Tafea w Vanuatu. Jej szczyt znajduje się na wysokości 886 m n.p.m. w północnej części wyspy.